# Christopher Carlson
Christopher Carlson, född den 14 mars 1997, är en amerikansk roddare.

## Karriär
Vid olympiska sommarspelen 2024 i Paris ingick Christopher Carlson i det amerikanska lag som tog brons i åtta med styrman.